# День эколога
День эколога — профессиональный праздник всех российских защитников природы, специалистов по охране окружающей среды, общественных деятелей и экологов-активистов. Отмечается ежегодно 5 июня, во Всемирный день окружающей среды.

## История праздника
«День эколога» в России был учрежден Указом Президента РФ Владимира Путина 21 июля 2007 года по инициативе Комитета по экологии Государственной думы РФ.

Координатор ВПП «Единая Россия» по вопросам экологии Владимир Грачев так прокомментировал выбор даты для проведения этого всероссийского праздника:

… День Эколога в России был утвержден во «Всемирный день окружающей среды», ежегодно отмечаемый 5 июня. Таким образом, главный праздник российских экологов совпал с главной международной экологической датой, и теперь целый ряд акций и мероприятий, призывающих защитить природную среду планеты, проходит одновременно и в России, и во всем мире.

## События
При поддержке Правительства Москвы и партнёрском участии компании «Транснефть» была организована экологическая акция «Жизнь начинается с тебя!». На протяжении всей акции волонтёры раздавали салатовые ленты и пакетики с семенами цветов (более 400 тысяч штук) гражданам г. Москвы для самостоятельного вклада в благоустройство и озеленение города.